# Liên hiệp Hội Miễn dịch học Quốc tế
Liên hiệp Hội Miễn dịch học Quốc tế hay Liên đoàn Quốc tế các Hiệp hội Miễn dịch học, viết tắt tiếng Anh là IUIS (International Union of Immunological Societies) là một tổ chức phi chính phủ quốc tế hoạt động trong lĩnh vực nghiên cứu miễn dịch học và ứng dụng của nó.
IUIS thành lập năm 1969, là thành viên liên hiệp khoa học của Hội đồng Khoa học Quốc tế (ISC) , và của Hội đồng Quốc tế về Khoa học (ICSU) trước đây từ năm 1976. Hiện nay IUIS hiện có các thành viên tôn trọng và hiệp hội từ 54 quốc gia và vùng lãnh thổ, đại diện cho hơn 33.000 nhà nghiên cứu miễn dịch học trên toàn thế giới..

## Mục tiêu
Mục tiêu của IUIS là:
- Tổ chức các hoạt động hợp tác quốc tế trong miễn dịch học và thúc đẩy giao tiếp giữa các ngành khác nhau của miễn dịch học và các ngành học liên quan
- Khuyến khích trong mỗi lãnh thổ hợp tác khoa học độc lập giữa hiệp hội đại diện cho quyền lợi của miễn dịch học
- Đóng góp vào sự tiến bộ của miễn dịch học trong tất cả các khía cạnh của nó.

## Hoạt động
Các Ban 
| Tên                                                 | Tên tiếng Anh                                           |
| --------------------------------------------------- | ------------------------------------------------------- |
| Ban Miễn dịch học lâm sàng                          | Clinical Immunology Committee                           |
| Ban Giáo dục                                        | Education Committee                                     |
| Ban danh pháp                                       | Nomenclature Committee                                  |
| Ban Đánh giá chất lượng và Tiêu chuẩn               | Quality Assessment and Standardization Committee        |
| Ban Miễn dịch học thú y                             | Veterinary Immunology Committee                         |
| Ban Chuyên gia Khiếm khuyết Miễn dịch chính         | Primary Immunodeficiency Expert Committee               |
| Ban Bình đẳng giới và Phát triển nghề nghiệp (GECD) | Gender Equality and Career Development (GECD) Committee |

## Điều hành
Các đại hội được tiến hành từng 3 năm, và được gọi là Hội nghị quốc tế về miễn dịch (International Congress of Immunology, ICI).
Trong đại hội thực hiện bầu chủ tịch và các ủy viên điều hành.
| Nr. | Đại hội  | Địa điểm       | Nhiệm kỳ  | Chủ tịch              |
| --- | -------- | -------------- | --------- | --------------------- |
| 18. | ICI 2022 | Cape Town      |           |                       |
| 17. | ICI 2019 | Bắc Kinh       | 2019-2022 | Faith Osier           |
| 16. | ICI 2016 | Melbourne      | 2016-2019 | Alberto Mantovani     |
| 15. | ICI 2013 | Milan          | 2013-2016 | Jorge Kalil           |
| 14. | ICI 2010 | Kobe           | 2010-2013 | Stefan H. E. Kaufmann |
| 13. | ICI 2007 | Rio de Janeiro | 2007-2010 | Peter C. Doherty      |
| 12. | ICI 2004 | Montreal       | 2004-2007 | Rolf Zinkernagel      |
| 11. | ICI 2001 | Stockholm      | 2001-2004 | Philippa Marrack      |
| 10. | ICI 1998 | New Delhi      | 1998-2001 | Fritz Melchers        |
| 9.  | ICI 1995 | San Francisco  | 1995-1998 | Tomio Tada            |
| 8.  | ICI 1992 | Budapest       | 1992-1995 | Henry Metzger         |
| 7.  | ICI 1988 | Berlin         | 1989-1992 | Jacob B. Natvig       |
| 6.  | ICI 1986 | Toronto        | 1986-1989 | Gustav J.V.Nossal     |
| 5.  | ICI 1983 | Kyoto          | 1983-1986 | Alain L. de Weck      |
| 4.  | ICI 1980 | Paris          | 1980-1983 | Baruj Benacerraf      |
| 3.  | ICI 1977 | Sydney         | 1977-1980 | Michael Sela          |
| 2.  | ICI 1974 | Brighton       | 1974-1977 | John Humphrey         |
| 1.  | ICI 1971 | Washington DC  | 1971-1974 | Bernard Cinader       |
| TL. | ICI 1969 | Brugge         |           |                       |

## Tuần Tiêm chủng Thế giới
Tuần Tiêm chủng Thế giới (World Immunization Week) là tuần lễ 24-30 tháng 4, được tổ chức là tuần lễ hành động vì tiêm chủng toàn thế giới.
Tuần lễ hành động này do WHO đề xuất, và được Liên Hợp Quốc thông qua và ban hành .